# 月球22号

月球22号是装载了卫星的苏联第三代无人月球探测器，主要执行给月球拍照和探测月球磁场的任务，一共在月球轨道上工作了521天。